# Constantin Galeriu
Constantin Galeriu (* 21 noiembrie 1918, Răcătău, Bacău - † 10 august 2003, București) a fost unul dintre cei mai importanți duhovnici ai Ortodoxiei române, preot și profesor de teologie.

## Date biografice
S-a născut la 21 noiembrie 1918, în satul Răcătău-Răzeși, comuna Răcătău, județul Bacău, în familia unor țărani. Urmează școala primară în comuna natală, seminarul teologic „Sf. Gheorghe” din Roman (1930-1938), Facultatea de Teologie din București (1942), doctorand la Institutul de Teologie Universitar (1960), doctor în teologie (1973).
Între anii 1943-1947 este preot în satul Podu Văleni, județul Prahova, apoi preot la Parohia „Sf. Vasile” din Ploiești (1947-1973), transferat ca „spiritual” la Institutul Teologic Universitar, București (1973-1974), lector (1974-1977) și profesor titular (1977-1991) la același institut.
Din 1992 este profesor consultant și conducător de doctorat la Universitatea București. De la 1 ianuarie 1990 este numit vicar al Arhiepiscopiei Bucureștilor.
Pe data de 13 august 1999, Constantin Galeriu a primit titlul de „Cetățean de onoare al Municipiului Bacău”,  prin hotărârea Consiliului Local nr. 134. Părintele Constantin Galeriu a fost unul dintre cei mai importanți învățați și rugători ai Bisericii Ortodoxe Române.
Din 1974 este preot paroh al bisericii Sfântul Silvestru din București. Din cauza convingerilor sale religioase și umanitare, a fost întemnițat de mai multe ori în anii 1950 și 1952-1953.
- În vara lui 1989, este atacat pe la miezul nopții de 8 spre 9 iulie, legat și bătut întreaga noapte. Pretextul ar fi fost - chipurile - banii, dar de fapt se căutau manuscrise recente de-ale părintelui, scrieri subversive împotriva guvernului (deși spiritualitatea și teologia dansului nu au prea multe în comun cu ordinea socială și politică). „Am fost martorul personal, alături de întreaga Biserică Sf. Silvestru, a modului exemplar în care părintele s-a raportat ulterior, cu milă și înțelegere infinită față de agresorii săi. «Sărmanii de ei... îmi era milă de ei că își fac păcate...». Mi se pare o datorie de suflet să reamintesc, chiar în puține cuvinte purtarea părintelui, care se cheltuia pe sine însuși, până târziu în noapte, pentru binele celor care apelau la ajutorul său. Nu de puține ori se descălța pe străzile Bucureștiului și venea desculț acasă, pentru a-și dărui pantofii sărmanilor. Am cunoscut un sfânt în viață care, desigur, cu cea mai sinceră modestie ar fi refuzat acest calificativ, pe care însă Dumnezeu îl oferă cu bucurie casnicilor Săi.”[necesită citare]

- v. mărturia sa apărută în publicațiile B.O.R.[2]

- „Jertfa e neplăcută numai din pricina căderii noastre, altminteri jertfa e dăruire, nu renunțare! de pildă, cu ce bucurie îi dăruiește mama o banană copilului său!" - Părintele Galeriu [3]

## Recunoștință
- „...pornim în căutarea Luminii. Ea trebuie să existe, ea trebuie să fie pe undeva, altminteri nu am tânji după ea! Suntem făcuți pentru ea!

O să fac cuvântul scurt, așa cu mi-a spus-o cândva, de mult, omul lui Dumnezeu: „Sfinții își simt nemurirea!” Am vrut să urlu: „Sfinții? Ei, da! Dar eu?” El m-a privit, a înțeles viforul din sufletul meu și a lăsat să-i cadă de pe buze cu greutatea veșniciei: „Iisus e cheia!”. L-am privit dezamăgit, scandalizat: „Dacă mergeam la un psihiatru, îmi dădea un diazepam. Dacă mergeam la un savant, îmi vorbea despre atomi. Așa, că am mers la un popă, ce altceva să fi auzit de la el?” Galeriu… cel dătător de pantofi săracilor, care se descălța pe stradă și, potrivindu-și pantofii în picioarele semenului desculț sau cu încălțările scâlciate, pornea mai departe spre casă, ascunzându-și cu grijă picioarele sub sutană, ca să nu știe nimeni, nimeni altul în afară de El (poate l-a mai văzut câteodată, câte unul, care nu și-a putut ține gura…) Galeriu… dătătorul de speranță – „problema capitală nu este nici suferința, nici chiar moartea… ci a nu fi despărțit de El, Cel care a biruit și suferința și moartea prin cruce și înviere; cu Tine, Doamne!” Galeriu… de bine grăitorul, de Lumină mărturisitorul. S-a consumat pe sine pentru Tine. Și asta i-a dat credibilitate. Infinită.
Așa am auzit despre Tine.” 

## Premii și distincții
- Premiul Senatului Universității din București (1942);
- Distincția bisericească „Sachelar” oferită de Patriahul Nicodim (1947);
- Distincția bisericească Iconom Stavrofor acordată de patriarhul Iustinian (1976);
- Premiul revistei Flacăra (1990);
- Titlul de Doctor Honoris Causa al Universității Ecologice din București (1992);
- Diploma de Onoare a Societății Academice "Titu Maiorescu" (1993), precum și mai multe distincții bisericești;
- Ordinul național Steaua României în grad de Ofițer (1 decembrie 2000) „pentru slujirea cu cinste, evlavie și dragoste de oameni a cuvântului lui Dumnezeu”.[4]
- Premiul „Ion Petrovici” al Academiei Române pe anul 2001, acordat post-mortem pe 19 decembrie 2003.

## Opera
- Iubirea dumnezeiască și judecata din urmă - 1959
- Mitropolitul Filaret al Moscovei ca teolog - 1960
- Rabindranath Tagore, poet  și  filosof indian - 1961
- Mahatma Gandi – spiritualitatea creștină și  problemele vremii - 1962
- Sensul creștin al pocăinței - 1967
- Jertfă și răscumpărare, teza de doctorat a lui Constantin Galeriu - 1973 [5]
- Problemele actuale în religiile creștine - 1975
- Chipul Mântuitorului Iisus Hristos în gândirea lui Mihai Eminescu - 1991
- Dialoguri de seară- Părintele Galeriu în dialog cu Andrei Pleșu, Gabriel Liiceanu și Sorin Dumitrescu, Editura Harisma, 1991
- Tâlcuiri la mari praznice de peste an, Editura Anastasia, 2001
- Tatăl Nostru, Editura Harisma, 2002
- Cu Părintele Galeriu între Geneză și Apocalipsă - Convorbiri realizate de Dorin Popa, Editura Harisma, 2002
- Cartea celor nouă Fericiri, Editura Harisma, 2004
- Astăzi, Editura Harisma, 2004

Lucrări în străinătate: 
- Sacrifice et Redemption, in “Contact's Revue de l'Orthodoxie” nr. 3/1976 – Paris
- The Structure of Sacrifice, in “Sf. Vladimir's Theological Quarterly” nr.1 – New York 1986

## Predici audio și video
- [www.youtube.com/watch?v=99_wwVWs7ZU - Plăcerile lumii și harul divin]
- - Predica la Sfantul Silvestru
- [www.youtube.com/watch?v=pZhV4TcHLys - Tămăduirea femeii garbove]